# Chrysomèle du peuplier
Chrysomela populi
Espèce
Synonymes
Melasoma populi (L.)
La Chrysomèle du peuplier ou Mélasome du peuplier ou encore Lina du peuplier ( Chrysomela populi L. ou Melasoma populi (Linné) ou Lina populi ), est une espèce d'insectes coléoptères phytophages de la famille des chrysomélidés.

## Description

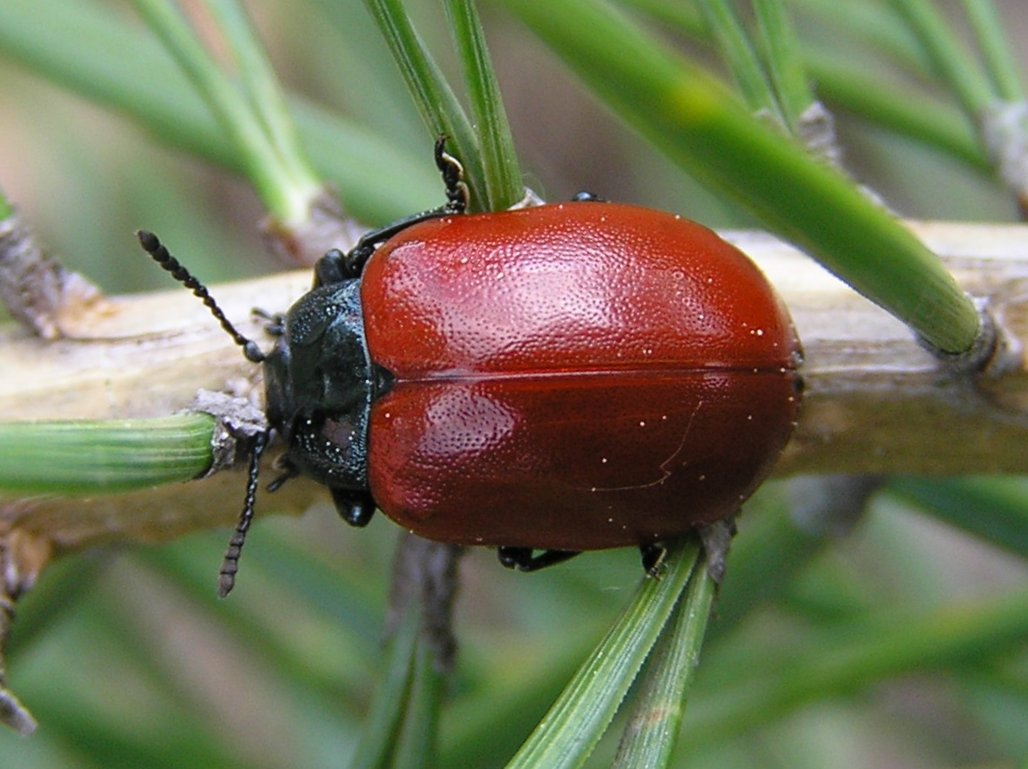
Chrysomèle du peuplier, vue dorsale

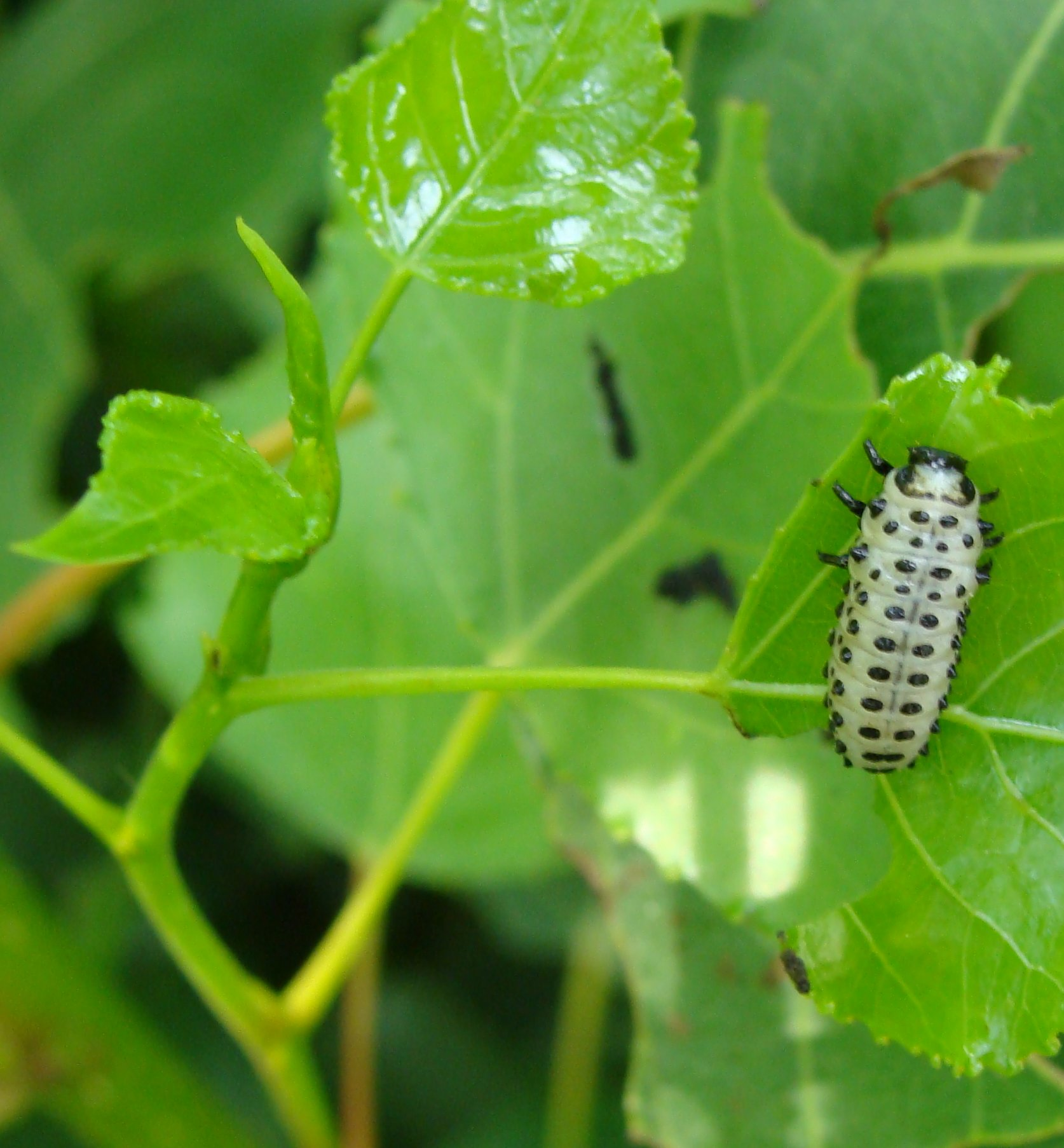
Larve phytophage

Grande chrysomèle au corps long de 10 à 12 mm. Le prothorax est presque noir. Les élytres sont de couleur orangé à rouge vif, parfois avec des taches sombres. Petite tache noire à l'apex des élytres. La femelle est légèrement plus grande que le mâle.
Confusions possibles avec Chrysomela saliceti et Chrysomela tremulae.

## Distribution
Europe : de la France à la Scandinavie et à la Russie.

## Biologie
La Chrysomèle du peuplier vit essentiellement sur les feuilles du tremble et du saule marsault.
L'adulte est visible d'avril à septembre. Hivernage en hiver de la dernière génération dans la litière.
2 à 3 générations par an. Ponte de lots d'une cinquantaine d'œufs brun-orangé sous les feuilles des peupliers ou saules. Les larves se nourrissent des feuilles. Les adultes émergent après 15 jours de nymphose.
En cas de danger, l'espèce émet un liquide nauséabond à base d'acide salicylique.

## Sources
- Michael Chinery, Insectes d'Europe en couleurs, Paris, Bordas, novembre 1987, 486 p. (ISBN 978-2-04-012575-2 et 2-04-012575-2), p. 316
- Michael Chinery, Insectes de France et d'Europe occidentale, Paris, Flammarion, août 2012, 320 p. (ISBN 978-2-08-128823-2), p. 282-283.